# Plastic Man
Plastic Man (Patrick « Eel » O'Brian) est un super-héros de comics, créé par Jack Cole en août 1941, qui a fait sa première apparition dans Police Comics no 1, durant l'Âge d'or des comics.

## Histoire éditoriale
Figurant au rang des personnages de marque de la firme Quality Comics durant les années 50, Plastic Man possède la capacité d'étirer son corps de toutes les façons inimaginables.
Ses aventures étaient réputées pour son sens de l'humour décalé et particulièrement loufoque. Lorsque Quality Comics ferma ses portes en 1956, DC Comics racheta un certain nombre de ses personnages, parmi lesquels Plastic Man. Intégré à l'univers DC, on le retrouva dans plusieurs séries. La première sort entre 1966 et 1968 et dura 10 numéros.
Il figura également dans un dessin animé au début des années 1980, The Plastic Man Comedy/Adventure Show.
La reprise de la série par Kyle Baker dans les années 2000 a obtenu un succès critique important, concrétisé par plusieurs prix Eisner et prix Harvey.

## Biographie fictive
Bien qu'il n'ait jamais été un personnage de comics phare, Plastic Man a été un personnage apprécié par beaucoup de scénaristes de comics, parmi lesquels Grant Morrison, qui le fit intégrer la JLA dans les années 1990, et le dessinateur Alex Ross.

## Costume
Il est représenté en tenue (étirable et indéchirable) rouge lacée dans le dos et de grosses lunettes qui lui cachent les yeux et une partie du visage pour conserver son identité secrète.

## Cousinage
Les magazines de bande dessinée italienne ont fait intervenir régulièrement, à partir de 1952, un personnage filiforme créé par Roberto Renzi et Giorgio Rebuffi, dont les caractéristiques sont proches de celles de Plastic Man : Tiramolla, dont le nom est devenu Élastoc, « le fils de la colle et du caoutchouc », dans les adaptations françaises Pipo et Pepito.
Le personnage qui prend la tête du groupe de super-héros Les Quatre Fantastiques, Mr Fantastic, surnommé « Stretcho » par son compère la Chose, reprend chez Marvel les caractéristiques de Plastic Man dans un registre moins humoristique.
Plastic Bertrand, chanteur à rebonds des années 1970-80, s'est inspiré de ces personnages pour composer le sien.
Les personnages de Luffy et de Joy Boy dans One Piece reprennent le même pouvoir dans un registre plus ou moins humoristique selon les arcs.

## Séries

### Quality Comics

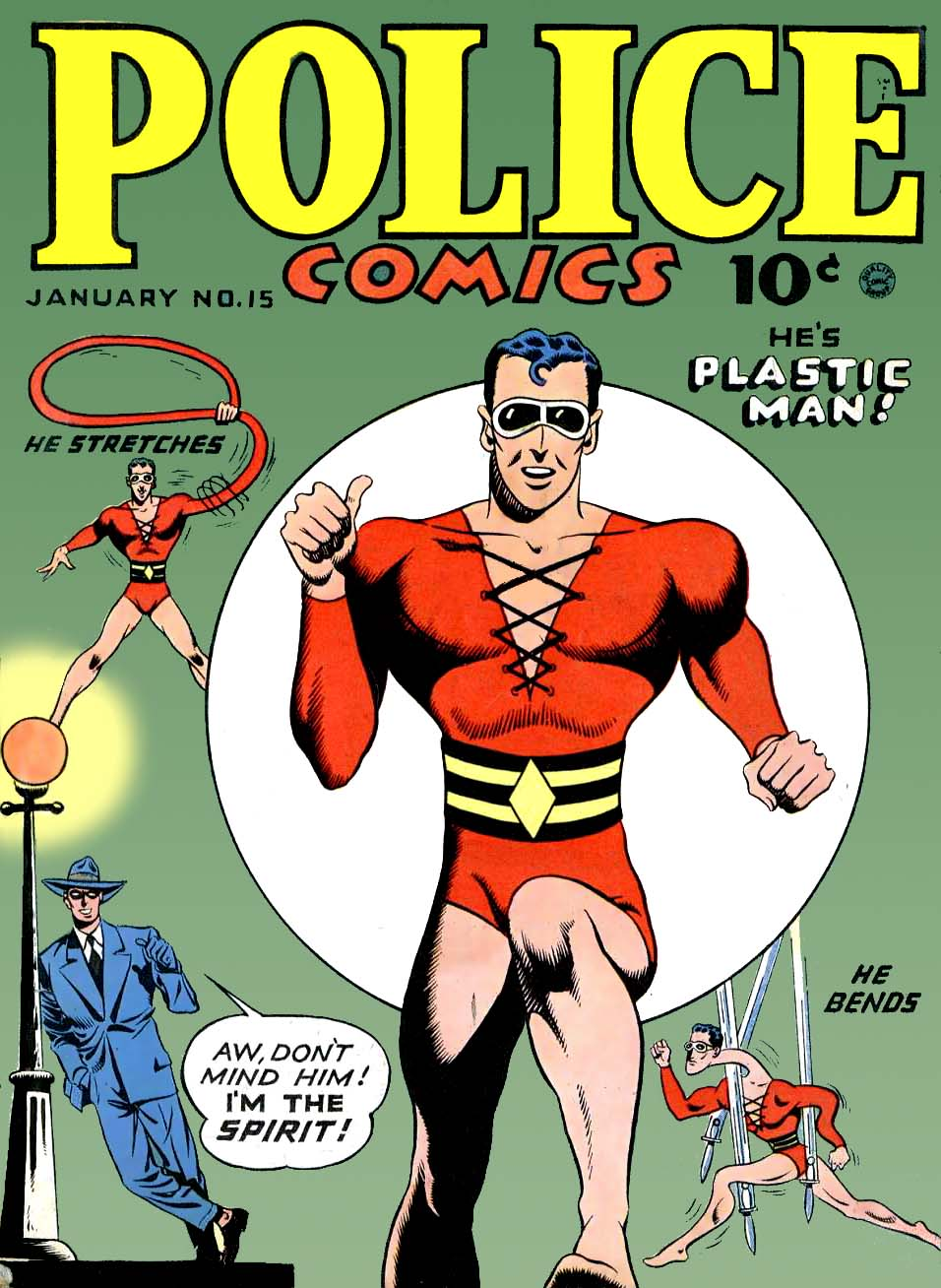
Plastic Man sur la couverture de Police: Comics no 15, 1943.

- Police: Comics, 127 numéros, 1941-1953[3] ;
- Plastic Man, 64 numéros, 1943-1956[4].

### DC Comics
- Plastic Man vol.2, 10 numéros, 1966-1968[1] ;
- Plastic Man vol.3, 10 numéros, 1976-1977[5] ;
- Plastic Man vol.4, 4 numéros, 1988-1989[6] ;
- Plastic Man Special, 1 numéro, 1999 ;
- Plastic Man 80-Page Giant, 1 numéro, 2004 ;
- Plastic Man vol.5, 20 numéros, 2004-2006[7] ;
- Green Lantern / Plastic Man - Weapons of Mass Deception, 1 numéro, 2011[8].

## Autres médias

### Cinéma
- En 1992, Warner Bros. développe un film Plastic Man avec Amblin Entertainment à la production et Bryan Spicer à la réalisation mais le film ne vit jamais le jour[9],[10].
- En 1995, les Wachowskis écrivent un scénario pour un film Plastic Man mais le projet n'est pas allé plus loin[10].
- En décembre 2018, un nouveau film en développement est annoncé avec Amanda Idoko au scénario et Robert Shaye comme producteur délégué[11].

### Télévision
- Plastic Man a fait ses débuts dans l'animation avec une apparition caméo dans l'épisode « Professor Goodfellow's G.E.E.C. » de la série de 1973, Super Friends. Il était doublé par Norman Alden.
- Il est présent dans la série spin-off de 1979–1981, The Plastic Man Comedy/Adventure Show. Il est doublé par Michael Bell.
- Dans l'épisode "The Greatest Story Never Told" de Justice League Unlimited, Plastic Man est brièvement mentionné en tant que membre de la Justice League par Green Lantern à Elongated Man et Booster Gold. Il est le seul membre connu à n'être jamais vu à l'écran.
- Plastic Man apparaît dans plusieurs épisodes de Batman : L'Alliance des héros, série animée qui a débuté en 2008. Il est doublé par Tom Kenny et apparaît pour la première fois dans l'épisode « Terror on Dinosaur Island! », ainsi que dans les épisodes « Game Over for Owlman! », « The Fate of Equinox! », « Long Arm of the Law! », « Death Race to Oblivion! » et « Cry Freedom Fighters! ». Le vrai nom de Plastic Man est Edward O'Brian dans cette continuité, au lieu de Patrick et il vit dans la banlieue avec sa femme Ramona, un bébé et un chien. Batman est aussi impliqué dans ses origines, ayant causé son accident durant le vol de Kite Man (Plastic Man a travaillé pour cet homme avant son accident) et l'aidant plus tard à s'en remettre et à devenir un héros.
- Plastic Man apparaît dans Justice League: Action et est doublé par Dana Snyder.
- Il apparaît également dans la série La Ligue des justiciers : Nouvelle Génération.
- Flash à partir de la saison 4

### Films d'animation
- 2008 : Plastic Man fait une apparition dans La Ligue des justiciers : Nouvelle Frontière durant le discours de John F. Kennedy.
- 2015 : Plastic Man apparait dans Lego DC Comics Super Heroes: La Ligue des Justiciers contre la Ligue des Bizarro et est doublé par Tom Kenny.
- 2018 : Plastic Man apparait dans Scooby-Doo et Batman : L'Alliance des héros. Tom Kenny reprend son rôle.
- 2018 : Plastic Man apparait dans le film Lego DC Comics Super Heroes: The Flash, avec Tom Kenny reprenant son rôle.
- 2018 : Plastic Man fait ses débuts sur grand écran dans Teen Titans Go! to the Movies, et est doublé par Joey Cappabianca. Il est l'un des super-héros qui a son propre film.
- 2021 : Injustice (film)

### Jeux vidéo
- 2006 : Justice League Heroes, du studio Snowblind Studios.
- 2014 : Lego Batman 3 : Au-delà Gotham, du studio Traveller's Tales.

## Prix et récompenses
- Cosplay de Plastic Man au New York comic Con de 2011 (photographie de Marnie Joyce)2004 :

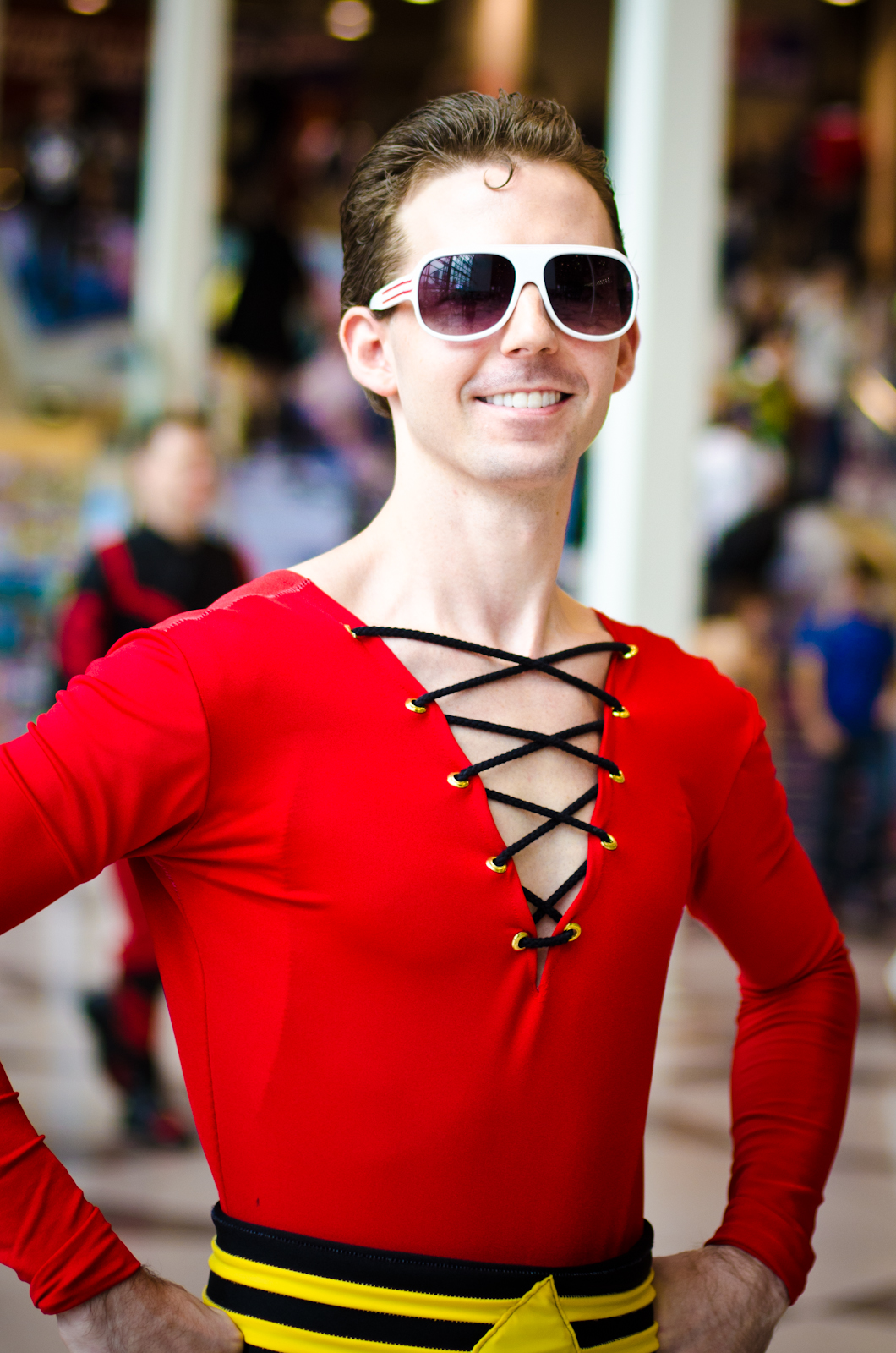
Cosplay de Plastic Man au New York comic Con de 2011 (photographie de Marnie Joyce)

  - Prix Eisner de la meilleure nouvelle série[12].
  - Prix Harvey de la meilleure nouvelle série[13].
- 2005 : Prix Eisner de la meilleure publication pour enfants[14].